# Cerura delavoiei
Cerura delavoiei är en fjärilsart som beskrevs av Gaschet. 1876. Cerura delavoiei ingår i släktet Cerura och familjen tandspinnare. Inga underarter finns listade i Catalogue of Life.